# Liste der Monuments historiques im 9. Arrondissement (Paris)
Die Liste der Monuments historiques im 9. Arrondissement (Paris) führt die Monuments historiques im 9. Arrondissement der französischen Hauptstadt Paris auf.

## Liste der Bauwerke
| Bezeichnung                                           | Beschreibung | Standort | Kennzeichnung | Schutzstatus | Datum | Bild |
| ----------------------------------------------------- | ------------ | --- | ------------- | ------------ | ----- | ---- |
| Türkisches Bad                                        |              | 18, rue des Mathurins (Lage) | PA00088964    | Inscrit      | 1977  |      |
| Casino de Paris                                       |              | 16, rue de Clichy (Lage) | PA00089008    | Inscrit      | 1990  |      |
| Central téléphonique Provence                         |              | 15/17, rue du Faubourg Poissonnière (Lage) | PA75090001    | Inscrit      | 1999  |      |
| Chez Chartier                                         |              | 7, rue du Faubourg-Montmartre (Lage) | PA00088899    | Inscrit      | 1989  |      |
| Cité d’Antin                                          |              | 57 bis 61, rue de Provence 1 bis 7, 16, 18, 35, 37, cité d’Antin (Lage) | PA00088900    | Inscrit      | 1927  |      |
| Cité Bergère                                          |              | 1 bis 11 und 2 bis 18 cité Bergère 21/23, rue Bergère 6, rue du Faubourg-Montmartre (Lage) | PA00089011    | Inscrit      | 1990  |      |
| Cité Napoléon                                         |              | 58/60bis, rue de Rochechouart 25, rue Pétrelle (Lage) | PA75090003    | Inscrit      | 2003  |      |
| Cité Trévise                                          |              | 5, rue Bleue 14, rue Richer (Lage) | PA00089013    | Inscrit      | 1991  |      |
| Comédie de Paris                                      |              | 42, rue Pierre-Fontaine (Lage) | PA00089014    | Inscrit      | 1991  |      |
| Comptoir National d’Escompte de Paris                 |              | 14 bis 18, rue Bergère (Lage) | PA00089015    | Inscrit      | 1991  |      |
| Ehemalige Confiserie Tanrade                          |              | 18, rue Vignon (Lage) | PA00088901    | Inscrit      | 1984  |      |
| Conservatoire national d’Art dramatique               |              | 2bis, rue du Conservatoire (Lage) | PA00088902    | Classé       | 1921  |      |
| Ehemaliger Couvent des Capucins                       |              | 63/65, rue de Caumartin (Lage) | PA00088903    | Classé       | 1981  |      |
| Crèmerie                                              |              | 13, rue de Rougemont (Lage) | PA00088904    | Inscrit      | 1984  |      |
| Métroeingang von Hector Guimard der Station Cadet     |              | 65, rue La Fayette 17, rue Cadet (Lage) | PA00088991    | Inscrit      | 2016  |      |
| Métroeingang von Hector Guimard der Station Opéra     |              | Rue Auber Rue Scribe (Lage) | PA00088992    | Inscrit      | 2016  |      |
| La Trinité                                            |              | Rue Morlot Rue de la Trinité (Lage) | PA00088906    | Inscrit      | 1977  |      |
| Notre-Dame-de-Lorette                                 |              | Rue de Châteaudun (Lage) | PA00088905    | Classé       | 1984  |      |
| St-Eugène-Ste-Cécile                                  |              | 4bis, rue Sainte-Cécile (Lage) | PA00088907    | Classé       | 1983  |      |
| Épicerie fine „À la mère de famille“                  |              | 35, rue du Faubourg-Montmartre (Lage) | PA00088908    | Inscrit      | 1984  |      |
| Foyer de l’Union chrétienne des Jeunes Gens de Paris  |              | 14, rue de Trévise (Lage) | PA00133009    | Inscrit      | 1994  |      |
| Grand Hôtel InterContinental (siehe: Café de la Paix) |              | 12, boulevard des Capucines (Lage) | PA00088909    | Inscrit      | 1975  |      |
| Hôtel d’Aumont                                        |              | 2/2bis, rue de Caumartin (Lage) | PA00088910    | Inscrit      | 1977  |      |
| Hôtel Bélanger                                        |              | 13/15, rue Saint-Georges (Lage) | PA00088911    | Inscrit      | 1964  |      |
| Hôtel Le Duc de Biéville                              |              | 10, rue de la Grange-Batelière (Lage) | PA00089009    | Inscrit      | 1990  |      |
| Hôtel de Blémont                                      |              | 5/7, rue Ballu (Lage) | PA00088924    | Inscrit      | 1977  |      |
| Hôtel Bony                                            |              | 32, rue de Trévise (Lage) | PA00088912    | Classé       | 1976  |      |
| Hôtel de Choudens                                     |              | 21, rue Blanche (Lage) | PA00088913    | Inscrit      | 1980  |      |
| Hôtel Cromot du Bourg                                 |              | 9/11, rue Cadet (Lage) | PA00088914    | Classé       | 1987  |      |
| Hôtel de Mademoiselle Duchesnois                      |              | 3, rue de la Tour-des-Dames (Lage) | PA00088915    | Inscrit      | 1927  |      |
| Hôtel de Mademoiselle Mars                            |              | 1, rue de la Tour-des-Dames (Lage) | PA00088916    | Inscrit      | 1977  |      |
| Hôtel des Maréchaux                                   |              | 13 bis 17, rue Richer (Lage) | PA00089010    | Inscrit      | 1990  |      |
| Hôtel de Mercy-Argenteau                              |              | 16, boulevard Montmartre (Lage) | PA00088917    | Inscrit      | 1958  |      |
| Hôtel Moreau                                          |              | 20, rue de la Chaussée-d’Antin (Lage) | PA00088944    | Inscrit      | 1927  |      |
| Hôtel Renan-Scheffer                                  |              | 16, rue Chaptal (Lage) | PA00088936    | Inscrit      | 1956  |      |
| Hôtel Rousseau                                        |              | 66, rue de La Rochefoucauld (Lage) | PA00088918    | Classé       | 1964  |      |
| Hôtel Talma                                           |              | 9, rue de la Tour-des-Dames (Lage) | PA00088919    | Inscrit      | 1975  |      |
| Gebäude                                               |              | 1bis, rue d’Athènes (Lage) | PA00088920    | Inscrit      | 1977  |      |
| Gebäude                                               |              | 3bis, rue d’Athènes (Lage) | PA00088921    | Inscrit      | 1977  |      |
| Gebäude                                               |              | 10, rue d’Aumale (Lage) | PA00088923    | Inscrit      | 1977  |      |
| Gebäude                                               |              | 26, rue Buffault (Lage) | PA00088925    | Inscrit      | 1927  |      |
| Hôtel Judic                                           |              | 12, rue du Cardinal-Mercier (Lage) | PA00088926    | Classé       | 1977  |      |
| Ancien Hôtel de la Haye                               |              | 1/3, rue de Caumartin (Lage) | PA00088927    | Inscrit      | 1927  |      |
| Gebäude                                               |              | 2bis, rue de Caumartin (Lage) | PA00088928    | Inscrit      | 1977  |      |
| Gebäude                                               |              | 4, rue de Caumartin (Lage) | PA00088929    | Inscrit      | 1977  |      |
| Gebäude                                               |              | 6, rue de Caumartin (Lage) | PA00088930    | Inscrit      | 1977  |      |
| Gebäude                                               |              | 8, rue de Caumartin (Lage) | PA00088931    | Inscrit      | 1977  |      |
| Gebäude                                               |              | 10, rue de Caumartin (Lage) | PA00088932    | Inscrit      | 1977  |      |
| Gebäude                                               |              | 30, rue de Caumartin (Lage) | PA00088933    | Inscrit      | 1977  |      |
| Gebäude                                               |              | 60, rue de Caumartin (Lage) | PA00088934    | Inscrit      | 1927  |      |
| Gebäude                                               |              | 71, rue de Caumartin (Lage) | PA00088935    | Inscrit      | 1984  |      |
| Gebäude                                               |              | 32, rue de Châteaudun (Lage) | PA00088937    | Inscrit      | 1977  |      |
| Gebäude                                               |              | 34, rue de Châteaudun (Lage) | PA00088938    | Inscrit      | 1977  |      |
| Gebäude                                               |              | 23, rue Chauchat (Lage) | PA00088939    | Inscrit      | 1977  |      |
| Gebäude                                               |              | 2/4, rue de la Chaussée-d’Antin (Lage) | PA00088940    | Inscrit      | 1927  |      |
| Gebäude                                               |              | 6, rue de la Chaussée-d’Antin (Lage) | PA00088941    | Inscrit      | 1977  |      |
| Gebäude                                               |              | 8, rue de la Chaussée-d’Antin (Lage) | PA00088942    | Inscrit      | 1977  |      |
| Gebäude                                               |              | 68, rue de la Chaussée-d’Antin (Lage) | PA00088945    | Inscrit      | 1977  |      |
| Gebäude                                               |              | 11, cité Malesherbes (Lage) | PA00088963    | Inscrit      | 1977  |      |
| Gebäude                                               |              | 44, rue de Clichy (Lage) | PA00088946    | Inscrit      | 1977  |      |
| Gebäude                                               |              | 68, rue Condorcet (Lage) | PA00088947    | Inscrit      | 1956  |      |
| Gebäude                                               |              | 15, rue de Douai (Lage) | PA00088948    | Inscrit      | 1977  |      |
| Gebäude                                               |              | 22, rue de Douai (Lage) | PA00088949    | Inscrit      | 1982  |      |
| Gebäude                                               |              | 2, place d’Estienne-d’Orves (Lage) | PA00088950    | Inscrit      | 1977  |      |
| Maison Trouard                                        |              | 9, rue du Faubourg Poissonnière (Lage) | PA00088951    | Inscrit      | 1927  |      |
| Gebäude                                               |              | 53, rue du Faubourg Poissonnière (Lage) | PA75090006    | Inscrit      | 2009  |      |
| Gebäude                                               |              | 1, avenue Frochot (Lage) | PA75090002    | Inscrit      | 2003  |      |
| Gebäude                                               |              | 4, place Gustave-Toudouze (Lage) | PA00088953    | Inscrit      | 1977  |      |
| Gebäude                                               |              | 1, rue du Helder (Lage) | PA00088954    | Inscrit      | 1977  |      |
| Gebäude                                               |              | 3, rue du Helder (Lage) | PA00088955    | Inscrit      | 1977  |      |
| Gebäude                                               |              | 34, rue Henry-Monnier (Lage) | PA00088956    | Inscrit      | 1977  |      |
| Gebäude                                               |              | 17, rue Joubert (Lage) | PA00088957    | Inscrit      | 1977  |      |
| Hôtel Dervieu                                         |              | 20, rue Joubert (Lage) | PA00088958    | Inscrit      | 1990  |      |
| Gebäude                                               |              | 33, rue Joubert (Lage) | PA00088959    | Inscrit      | 1977  |      |
| Gebäude                                               |              | 33, rue Lamartine (Lage) | PA00088960    | Inscrit      | 1977  |      |
| Gebäude                                               |              | 19, rue de La Rochefoucauld (Lage) | PA00088973    | Inscrit      | 1977  |      |
| Gebäude                                               |              | 17, rue de Londres (Lage) | PA00088961    | Inscrit      | 1977  |      |
| Gebäude                                               |              | 21, rue de Londres (Lage) | PA00088962    | Inscrit      | 1977  |      |
| Gebäude                                               |              | 9, rue de Navarin (Lage) | PA00088965    | Inscrit      | 1977  |      |
| Gebäude                                               |              | 18, rue Notre-Dame-de-Lorette (Lage) | PA75090005    | Inscrit      | 2008  |      |
| Gebäude                                               |              | 49, rue Notre-Dame-de-Lorette (Lage) | PA00088966    | Inscrit      | 1977  |      |
| Gebäude                                               |              | 50/52, rue Notre-Dame-de-Lorette (Lage) | PA00088967    | Inscrit      | 1977  |      |
| Gebäude                                               |              | 7, rue Pierre-Fontaine (Lage) | PA00088952    | Inscrit      | 1977  |      |
| Gebäude                                               |              | 34, rue Jean-Baptiste-Pigalle (Lage) | PA00088968    | Classé       | 1980  |      |
| Gebäude                                               |              | 34, rue de Provence (Lage) | PA00088969    | Classé       | 1945  |      |
| Gebäude                                               |              | 92, rue de Provence (Lage) | PA00088972    | Inscrit      | 1977  |      |
| Hôtel de la Païva                                     |              | 28, place Saint-Georges (Lage) | PA00088974    | Inscrit      | 1977  |      |
| Gebäude                                               |              | 1, rue Saint-Georges (Lage) | PA00088975    | Inscrit      | 1977  |      |
| Gebäude                                               |              | 4, rue Saint-Georges (Lage) | PA00088976    | Inscrit      | 1927  |      |
| Gebäude                                               |              | 8, rue Saint-Georges (Lage) | PA00088977    | Détruit      | 1927  |      |
| Gebäude                                               |              | 27, rue Saint-Georges (Lage) | PA00088978    | Inscrit      | 1977  |      |
| Gebäude                                               |              | 30, rue Saint-Lazare (Lage) | PA00088979    | Inscrit      | 1977  |      |
| Gebäude                                               |              | 31, rue Saint-Lazare (Lage) | PA00088980    | Inscrit      | 1977  |      |
| Gebäude                                               |              | 58, rue Saint-Lazare (Lage) | PA00088981    | Inscrit      | 1977  |      |
| Gebäude                                               |              | 46, rue de la Victoire (Lage) | PA00088983    | Inscrit      | 1977  |      |
| Gebäude                                               |              | 9, rue Victor-Massé (Lage) | PA00088984    | Inscrit      | 1977  |      |
| Gebäude                                               |              | 25, rue Victor-Massé (Lage) | PA00088986    | Inscrit      | 1977  |      |
| Gebäude                                               |              | 21bis und 23, rue Victor-Massé (Lage) | PA00088985    | Inscrit      | 1977  |      |
| Gebäude                                               |              | 25 bis 31, boulevard Haussmann (Lage) | PA00088999    | Inscrit      | 1977  |      |
| Gebäude                                               |              | 16, 18, 22, rue de la Chaussée-d’Antin (Lage) | PA00088943    | Inscrit      | 1977  |      |
| Gebäude                                               |              | 40 bis 44, rue de Provence (Lage) | PA00088970    | Inscrit      | 1977  |      |
| Gebäude                                               |              | 54/56, rue de Provence (Lage) | PA00088971    | Inscrit      | 1977  |      |
| Gebäude an der Kirche Sainte-Trinité                  |              | 7/8, place d’Estienne-d’Orves 1 bis 7, rue Blanche 2 bis 8, rue de Cheverus 1/3, rue de la Trinité 1 bis 7, rue Morlot 2 bis 8, rue de Clichy (Lage)                                                 | PA00088982    | Inscrit      | 1977  |      |
| Gebäude an der Oper                                   |              | 3 bis 7, rue Auber 1, rue Boudreau 4 bis 8, boulevard des Capucines 3 bis 13, rue de la Chaussée-d’Antin 2 bis 16, rue Halévy 1, rue des Mathurins 1 bis 7, rue Meyerbeer 6 bis 7, rue Scribe (Lage) | PA00088922    | Inscrit      | 1977  |      |
| Gebäude                                               |              | 1 bis 6, square de l’Opéra-Louis-Jouvet 5 bis 9, rue Boudreau 22/24, rue de Caumartin (Lage) | PA75090004    | Inscrit      | 2005  |      |
| Lycée Lamartine                                       |              | 121, rue du Faubourg Poissonnière (Lage) | PA00088987    | Classé       | 1923  |      |
| Mairie du 9e arrondissement                           |              | 6, rue Drouot (Lage) | PA00088989    | Inscrit      | 1927  |      |
| Maison du miel                                        |              | 24, rue Vignon (Lage) | PA00088990    | Inscrit      | 1984  |      |
| Musée Grévin                                          |              | 10, boulevard Montmartre (Lage) | PA00088993    | Inscrit      | 1964  |      |
| Musée Gustave Moreau                                  |              | 14, rue de La Rochefoucauld (Lage) | PA00088994    | Inscrit      | 1979  |      |
| Opéra Garnier                                         |              | Place de l’Opéra (Lage) | PA00089004    | Classé       | 1923  |      |
| Le Palace                                             |              | 8, rue du Faubourg-Montmartre (Lage) | PA00088995    | Classé       | 1976  |      |
| Passage Jouffroy                                      |              | 10/12, boulevard Montmartre 9, rue de la Grange-Batelière (Lage) | PA00088996    | Inscrit      | 1974  |      |
| Passage Verdeau                                       |              | 6, rue de la Grange-Batelière 31bis und 33, rue du Faubourg-Montmartre (Lage) | PA00088997    | Inscrit      | 1974  |      |
| Ehemaliges Fischgeschäft                              |              | 24, rue du Faubourg-Montmartre (Lage) | PA00088998    | Inscrit      | 1984  |      |
| Printemps                                             |              | 2, rue du Havre (Lage) | PA00088988    | Inscrit      | 1975  |      |
| Sous-station Opéra                                    |              | 41, rue de Caumartin (Lage) | PA00089017    | Inscrit      | 1992  |      |
| Square d’Orléans                                      |              | 80, rue Taitbout (Lage) | PA00089000    | Inscrit      | 1977  |      |
| Große Synagoge                                        |              | 44, rue de la Victoire (Lage) | PA00089001    | Classé       | 1987  |      |
| Temple de la Rédemption                               |              | 16, rue Chauchat (Lage) | PA00089002    | Inscrit      | 1958  |      |
| Théâtre de l’Athénée-Louis-Jouvet                     |              | 24, rue de Caumartin (Lage) | PA00089016    | Classé       | 1995  |      |
| Théâtre Édouard VII und Gebäude                       |              | 1 bis 7 und 2 bis 10, place Édouard VII 16 bis 22, boulevard des Capucines (Lage) | PA00089003    | Inscrit      | 1977  |      |
| Folies Bergère                                        |              | 32, rue Richer (Lage) | PA00089006    | Inscrit      | 1990  |      |
| Théâtre Mogador                                       |              | Rue de Mogador (Lage) | PA00089007    | Inscrit      | 1990  |      |
| Olympia                                               |              | 28, boulevard des Capucines (Lage) | PA00089012    | Inscrit      | 1991  |      |
| Théâtre de Paris                                      |              | 15, rue Blanche (Lage) | PA00089005    | Inscrit      | 1977  |      |

## Liste der Objekte
- Monuments historiques (Objekte) in Paris in der Base Palissy des französischen Kultusministeriums